# Steinhausen (Zoug)
Pour les articles homonymes, voir Steinhausen.
Steinhausen est une commune suisse du canton de Zoug.

## Géographie

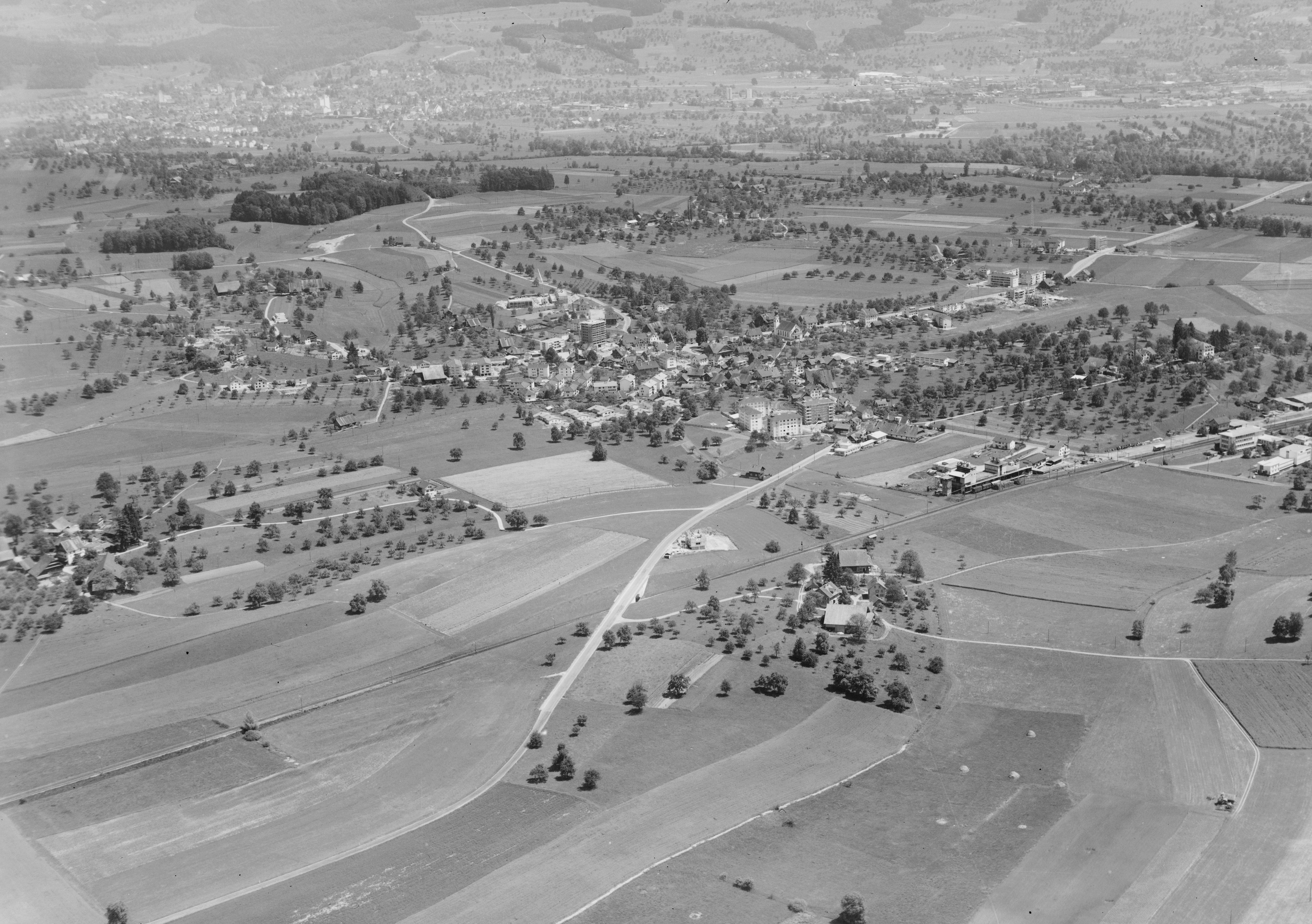
Photo aérienne (1962).

Steinhausen mesure 5,05 km2.

## Démographie
Steinhausen compte 10 338 habitants fin 2023. Sa densité de population atteint 2047 hab./km2.
Le graphique suivant résume l'évolution de la population de Steinhausen entre 1850 et 2008 :

## Culture et patrimoine

### Héraldique
| Blason | Blasonnement : D'argent au bouquetin de sable lampassé et vilené de gueules sur un mont de trois coupeaux de sinople. |

### Personnalités liées à la commune
- Andreas Hausheer (1973-), conseiller d'État, y est né et en est maire jusqu'en 2025.
- Johann Gustav Eduard Stehle (1839-1915), recteur, maître de chapelle, organiste et professeur de musique suisse, y est né.